# La Captive (Berlioz)
Pour les articles homonymes, voir La Captive (homonymie).
La Captive est une mélodie composée par Hector Berlioz sur un poème de Victor Hugo extrait des Orientales, publié en 1829. Composée en 1832, instrumentée, orchestrée et révisée jusqu'en 1834, cette mélodie peut être confiée à une voix de contralto ou mezzo-soprano.

## Composition
Hector Berlioz, pensionnaire à la Villa Médicis après avoir obtenu le prix de Rome le 21 août 1830, entreprend de composer une mélodie sur La Captive, poème de Victor Hugo extrait des Orientales, entre le 1er et le 15 février  1832.

## Création
La mélodie est alors composée avec accompagnement de piano. De retour à Paris, Berlioz ajoute une partie de violoncelle pour la première audition, par Mme Kunze-Boulanger, le 30 décembre 1832. Par la suite, le compositeur orchestre La Captive et dirige Cornélie Falcon lors de la première audition publique, le 23 novembre 1834.
Deux dernières versions sont réalisées, en transposant la mélodie en mi majeur — pour Pauline Viardot, qui crée cette version aux Hanover Square Rooms de Londres, le 29 juin 1848 — puis en ré majeur pour Mme Widemann, qui crée cette version à Versailles, toujours sous la direction de Berlioz, le 29 octobre 1848.

## Présentation
Le catalogue des œuvres de Berlioz établi par le musicologue américain Dallas Kern Holoman présente les six versions successives de La Captive, Andantino non troppo lento à 
, publiée par le compositeur sous le numéro d'op. 12 :
- H 60A pour chant et piano (1831, publiée en 1904),
- H 60B, révision de 1832 publiée en 1904,
- H 60C, version pour chant, violoncelle et piano,
- H 60D, version pour soprano et orchestre (perdue)
- H 60E, version pour contralto ou mezzo-soprano et orchestre, en mi majeur,
- H 60F, version pour contralto ou mezzo-soprano et orchestre, en ré majeur.

Dans sa dernière version, l'orchestre comprend 2 flûtes, 2 hautbois, 2 clarinettes en La, et 2 bassons, pour les pupitres des vents. Les cuivres se limitent à 2 cors en Ré, et la percussion aux cymbales et à la grosse caisse. Un double quintette à cordes — premiers violons, seconds violons, altos, violoncelles et contrebasses — est nécessaire pour l'exécution de la mélodie.

## Analyse
La Captive est « une mélodie pour laquelle Berlioz semble avoir éprouvé un attachement particulier ». C'est avec cette partition qu'il invente à la fois les genres musicaux de la mélodie française, qu'il dégage de la romance, et de la mélodie avec orchestre : « il s'agit donc bien d'un tournant de l'histoire du rythme et de la mise en musique des mots ».

## Discographie

### Chant, violoncelle et piano
- Hector Berlioz : Mélodies (2 CD, Deutsche Grammophon 435 860-2, 1993 (OCLC 31533426))
La Captive (H 60C) par Anne Sofie von Otter (mezzo soprano), Torleif Thedéen (violoncelle) et Cord Garben (piano), CD 2.
- La Captive (H 60C) par Stéphanie d'Oustrac (mezzo soprano), Bruno Philippe (violoncelle) et Tanguy de Williencourt (piano Pleyel de 1842), Musée national de la musique (juin 2019, Harmonia Mundi) (OCLC 1125098449)

### Chant et orchestre
- Eleanor Steber, Orchestre symphonique Columbia, dir. Jean Morel (19 mai 1954, Sony) (OCLC 977499708) — avec Les nuits d'été (Dimitri Mitropoulos).
- Josephine Veasey, mezzo-soprano ; Orchestre symphonique de Londres ; dir. Colin Davis (mars 1969, Philips) (OCLC 1131455384 et 981950838) — avec Sheila Armstrong dans Cléopâtre ; Herminie ; La belle voyageuse ; Le chasseur danois ; Le jeune pâtre breton et Zaïde.
- Catherine Robbin, mezzo soprano ; Orchestre de l'Opéra de Lyon ; John Eliot Gardiner (1989, Erato/Warner) (OCLC 1085541483) — avec Les Nuits d'été et autres mélodies.
- Janet Baker, mezzo-soprano ; City of London Sinfonia, dir. Richard Hickox (1990, Virgin) (OCLC 884527565) — avec Les nuits d'été ; La belle voyageuse et Zaïde.
- Véronique Gens, soprano ; Orchestre de l'Opéra national de Lyon, dir. Louis Langrée (février 2001, Virgin/Warner) (OCLC 1072014627 et 1201199359)  avec Les nuits d'été ; La mort de Cléopâtre ; Zaïde et La belle voyageuse.
- Yvonne Naef, mezzo-soprano ; Capella Istropolitana (Bratislava), dir. David Heer (octobre 2002, Claves Records) (OCLC 1183855456) — avec La belle voyageuse ; Zaïde et des œuvres de Gustav Mahler et Richard Wagner.
- Lisa Larsson, soprano ; Gelders Orkest ; dir. Antonello Manacorda (juin 2013, SACD Challenge Classics) (OCLC 1051221448) — avec Herminie et La mort de Cléopâtre.

### Ouvrages généraux
- Hector Berlioz, Mémoires, Paris, Flammarion, coll. « Harmoniques », 1991 (ISBN 978-2-7000-2102-8) présentés et annotés par Pierre Citron.
- Dallas Kern Holoman, Catherine Massip et Cécile Reynaud (éd.) (Exposition. Paris, Bibliothèque nationale de France, 13 octobre 2003-18 janvier 2004), Berlioz : la voix du romantisme, Paris, Fayard, coll. « BnF », 2003 (OCLC 39078555n), « Le voyageur ».

### Monographies
- Pierre Citron, Cahiers Berlioz no 4, Calendrier Berlioz, La Côte-Saint-André, Musée Hector-Berlioz, 2000 (ISSN 0243-3559)
- Pierre-René Serna, Berlioz de B à Z, Paris, Van de Velde, 2006, 264 p. (ISBN 2-85868-379-4)

### Articles et analyses
- Jacqueline Vincent-Caillet, « Captive (La) d'Hector Berlioz », dans Marc Honegger et Paul Prévost (dir.), Dictionnaire des œuvres de la musique vocale, t. I (A-F), Paris, Bordas, 1992, 2367 p. (OCLC 25239400, BNF 34335596), p. 299
- Collectif et Albert Richard (éd.), Hector Berlioz, Paris, La Revue musicale, 1956, 147 p.
Evelyn Reuter, Berlioz mélodiste, p. 31–37
Claude Laforêt, Hector Berlioz parmi les romantiques, p. 45–54.
- Gérard Condé et Gilles Cantagrel (dir.), Guide de la mélodie et du lied, Paris, Fayard, coll. « Les Indispensables de la musique », 1994, 916 p. (OCLC 417117290, BNF 35723610), p. 52
- Gérard Condé, « Captive, La », dans Pierre Citron et Cécile Reynaud (dir.), Dictionnaire Berlioz, Paris, Fayard, 2003, 616 p. (OCLC 231979662, BNF 39086596), p. 90–91
- Peter Bloom, « Captive, La », dans Joël-Marie Fauquet (dir.), Dictionnaire de la musique en France au XIXe siècle, Fayard, 2003, xviii-1406 (ISBN 2-213-59316-7, OCLC 936927646, BNF 39052242), p. 207–208
- Violaine Anger, « La Captive aux origines de la mélodie française ? », dans Joël-Marie Fauquet, Catherine Massip et Cécile Reynaud (dir.), Berlioz : textes et contextes, Paris, Société française de musicologie, 2011, 326 p. (ISBN 978-2-853-57022-0), p. 133–149